# Christian XXX
Christian XXX, pseudonimo di Christian Michael Wians (Burlington, 8 maggio 1974), è un attore pornografico e regista pornografico statunitense, noto anche con il solo prenome Christian.
Ha iniziato la sua carriera nella pornografia gay con lo pseudonimo Maxx Diesel, successivamente è apparso in oltre 1000 scene nella pornografia eterosessuale e ha vinto tre premi AVN Awards. Ha lavorato come produttore e regista per l'azienda Naughty America dal 2009 al 2011.

## Biografia
Nato a Burlington, nel Vermont, ma è cresciuto nella zona di San Antonio, in Texas, con la sua famiglia. Entrambi i suoi genitori erano nella United States Air Force e ha due fratelli più giovani. Ha frequentato Tarleton State University, dove ha giocato per un anno a pallacanestro, prima di tornare a San Antonio e studiare alla University of Texas at San Antonio. Si è laureato nel 1997 in storia. Dopo la laurea lavora assistente allenatore per le squadre di pallacanestro della University of the Incarnate Word e del Northeastern Oklahoma A&M College. Ha vissuto in Lake Jackson, Texas, dove ha lavorato come allenatore di pallacanestro, e ha insegnato storia presso Brazoswood High School per due anni prima di trasferirsi a Las Vegas, dove ha lavorato come buttafuori in una discoteca nel 2002.
Nel 2003, ha contattato il regista Chi Chi LaRue, nel tentativo di entrare nel settore eterosessuale di film per adulti. LaRue, che ha anche diretto la pornografia gay per la Falcon Entertainment, ha chiesto a Christian se fosse interessato a esibirsi in film pornografici gay. Christian ha accettato, in quanto attori superdotati tendono ad essere più pagati nella pornografia gay, fino a 2000 dollari per una scena, rispetto alle scene eterosessuali. Christian ha firmato un contratto in esclusiva con Falcon Studios lavorando sotto il nome di Maxx Diesel, ha partecipato ad una dozzina di film interpretando sia il ruolo di attivo che di passivo.
Del 2004 ha iniziato a lavorare nel settore eterosessuale sotto lo pseudonimo Christian XXX. Il suo curriculum include oltre 1000 scene eterosessuali, oltre a scene con transessuali e donne con strap-on (come passivo). Alcune interpreti femminili si sono rifiutate di lavorare con lui dopo essere venute a conoscenza del suo passato gay e del suo lavoro con transessuali.
Christian gestisce un blog, intitolato Christian Sings the Blues, in cui racconta la sua vita nell'industria pornografica. Inoltre ha un secondo blog chiamato Porn Star Luggage, dove discute delle varie cose che le pornstar portano con sé sul set.

## Premi e riconoscimenti
AVN Awards
- 2007 - Best Group Sex Scene - Video per Fashionist Safado; The Challange con Adrianna Nicole, Flower Tucci, Sandra Romain, Sasha Grey, Nicole Sheridan, Marie Luv, Jenna Haze, Carolina Pierce, Lea Baren, Jewell Marceau, Jean Val Jean, Vodoo, Chris Charming, Erik Everhard, Mr Pete e Rocco Siffredi[4]
- 2009 – Most Outrageous Sex Scene per Night of the Giving Head con Nikki Rhodes, Rebecca Lane, Annie Cruz, Caroline Pierce, Emma Cummings, Kiwi Ling, Rucca Page, Kaci Starr[5]
- 2013 - Best Transsexual Sex Scene per American Tranny 2 con Foxxy[6]
- 2017 – AVN Hall of Fame- Video Branch[7]

Tranny Awards
- 2008 - Best Non-Transsexual Performer
- 2011 - Best Non-Transsexual Performer
- 2013 - Best Non-Transsexual Performer